# Forcipomyia abyssiniae
Forcipomyia abyssiniae är en tvåvingeart som först beskrevs av Jean-Jacques Kieffer 1918.  Forcipomyia abyssiniae ingår i släktet Forcipomyia och familjen svidknott.
Artens utbredningsområde är Etiopien. Inga underarter finns listade i Catalogue of Life.